# Christo Szopow (strzelec)
Christo Wiczew Szopow (bułg. Христо Вичев Шопов; ur. 12 stycznia 1912) – bułgarski strzelec, olimpijczyk. 
Startował na igrzyskach olimpijskich w 1952 roku (Helsinki). Wystąpił tylko w trapie, w którym zajął 30. miejsce.

## Wyniki olimpijskie
| Igrzyska | Konkurencja | Wynik               | Miejsce    | Źródło |
| -------- | ----------- | ------------------- | ---------- | ------ |
| IO 1952  | Trap        | 168 punktów (82-86) | 30 (na 40) | [ 1 ]  |